# Dick Billingsley
Dick Billingsley, född 6 januari 1975 i USA , är en amerikansk skådespelare. Som barnskådespelare gjorde han sitt debut år 1978 i TV-serien The Young and the Restless där han spelade Phillip Chancellor. Sedan dess har han varit med i TV-serier och filmer, bland annat Musse Piggs julsaga där han gjorde rösten åt Lille Tim.